# Adam Hložek
Adam Hložek (Ivančice, 25 juli 2002) is een Tsjechisch voetballer die doorgaans als aanvaller speelt. Hij verruilde Sparta Praag in juli 2022 voor Bayer Leverkusen. Hložek debuteerde in 2020 in het Tsjechisch voetbalelftal.

## Clubcarrière

### Sparta Praag
Hložek is afkomstig uit de jeugdopleiding van Sparta Praag. Hiervoor debuteerde hij op 10 november 2018 in de Tsjechische competitie, tegen MFK Karviná. Hij was toen 16 jaar, 3 maanden en 16 dagen oud, Daarmee was hij de jongste Spartaan die ooit in een competitiewedstrijd uitkwam. Hložek groeide dat seizoen meteen uit tot basisspeler. Hij maakte op 9 maart 2019 zijn eerste competitiedoelpunt, tegen Viktoria Pilsen. Hij speelde in 2019/20 op één na alle wedstrijden in de competitie en won dat jaar de nationale beker met Sparta Praag. Hložek stond in het seizoen 202/21 meer dan vier maanden aan de kant met een gebroken middenvoetsbeentje. Hij scoorde in de 19 competitieronden die hij wel speelde 15 keer. Daarmee werd hij dat jaar gedeeld topscorer van de 1. CFL, samen met Jan Kuchta. Hložek kwam in vier jaar tijd 132 keer uit voor Sparta Praag, waaronder vier wedstrijden in de voorronden van de Champions League, negen in de Europa League en twee in de Conference League.

### Bayer Leverkusen
Hložek verruilde Sparta Praag in juli 2022 voor Bayer Leverkusen. Dat was als derde geëindigd in de Bundesliga in het voorgaande seizoen. Leverkusen betaalde 13 tot 18 miljoen euro voor hem aan Sparta Praag, afhankelijk van te behalen bonussen. Hložek ging bij Leverkusen in de aanval spelen met onder anderen landgenoot Patrik Schick, met wie hij eerder al samenspeelde in het nationale elftal. Hij debuteerde op 7 september 2022 in de Champions League. Hij viel toen uit bij Club Brugge (1–0) na 67 minuten in voor Mitchel Bakker.

## Clubstatistieken
| Seizoen | Club             | Competitie | Competitie | Competitie | Beker | Beker | Internationaal | Internationaal | Totaal | Totaal |
| Seizoen | Club             | Competitie | Wed.       | Dlp.       | Wed.  | Dlp.  | Wed.           | Dlp.           | Wed.   | Dlp.   |
| ------- | ---------------- | ---------- | ---------- | ---------- | ----- | ----- | -------------- | -------------- | ------ | ------ |
| 2018/19 | Sparta Praag     | 1. CFL     | 19         | 3          | 4     | 1     | 0              | 0              | 23     | 4      |
| 2019/20 | Sparta Praag     | 1. CFL     | 34         | 7          | 4     | 1     | 1              | 1              | 39     | 9      |
| 2020/21 | Sparta Praag     | 1. CFL     | 19         | 15         | 3     | 0     | 1              | 0              | 23     | 15     |
| 2021/22 | Sparta Praag     | 1. CFL     | 33         | 9          | 3     | 1     | 11             | 2              | 47     | 12     |
| 2022/23 | Bayer Leverkusen | Bundesliga | 29         | 5          | 1     | 1     | 14             | 1              | 44     | 7      |
| 2023/24 | Bayer Leverkusen | Bundesliga | 21         | 2          | 3     | 3     | 7              | 2              | 31     | 7      |
| Totaal  | Totaal           | Totaal     | 155        | 41         | 18    | 7     | 34             | 6              | 207    | 54     |

Bijgewerkt t/m 4 april 2024.

## Interlandcarrière
Hložek maakte deel uit van Tsjechië –15, Tsjechië –16, Tsjechië –17 en werd op zijn zestiende bij Tsjechië –21 gehaald. Hij debuteerde op 4 september 2020 in het Tsjechisch voetbalelftal. Bondscoach Jaroslav Šilhavý gaf hem toen een basisplaats in een met 1–3 gewonnen wedstrijd in het kader van de UEFA Nations League in en tegen Slowakije. Šilhavý nam hem in 2021 ook mee naar het EK 2020. Hierop viel hij in vier van de vijf wedstrijden van de Tsjechen in. Hložek maake op 11 oktober 2021 zijn eerste interlandgoal. Hij schoot toen de 0–2 eindstand op het bord tijdens een WK-kwalificatiewedstrijd in en tegen Wit-Rusland.

## Erelijst
| Competitie          |              |              |              |              |
| Competitie          | Aantal       | Jaren        |              |              |
| Sparta Praag        | Sparta Praag | Sparta Praag | Sparta Praag | Sparta Praag |
| ------------------- | ------------ | ------------ | ------------ | ------------ |
| Beker van Tsjechië  | 1x           | 2019/20      |              |              |
| Bayer Leverkusen    |              |              |              |              |
| Kampioen Bundesliga | 1x           | 2023/24      |              |              |